# بنه فتحعلی
بنه فتحعلی، روستایی از توابع بخش مرکزی شهرستان اندیکا در استان خوزستان ایران است.	

## جمعیت
این روستا در دهستان شلال و دشتگل قرار دارد و براساس سرشماری مرکز آمار ایران در سال ۱۳۸۵، جمعیت آن ۳۷ نفر (۷خانوار) بوده‌است.